# A brit bombázóparancsnokság emlékműve
A brit bombázóparancsnokság emlékműve (Bomber Command Memorial) egy második világháborús emlékmű, amely Londonban, a Green Parkban áll. 

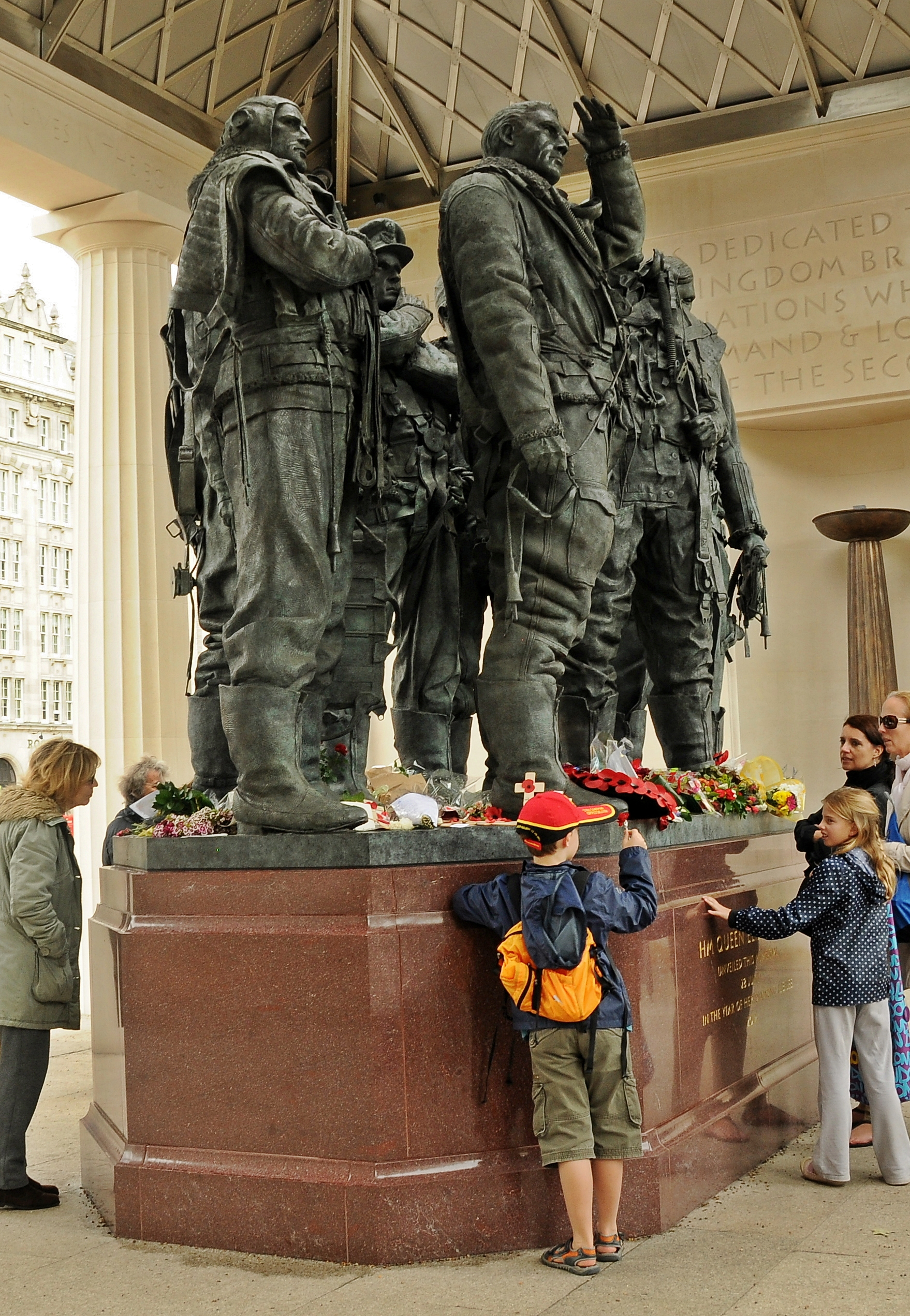
A szobrok

Az emlékmű azon 55 573 katona és pilóta előtt tiszteleg, akik a bombázóparancsnokság kötelékében vesztették életüket a háborúban. A csarnokot Liam O’Connor építész tervezte, a szobrokat Philip Jackson készítette. Az építéshez és öntéshez szükséges pénz adományokból gyűlt össze, mások mellett a kanadai és az ausztrál kormány is hozzájárult a gyűjtéshez.
Az emlékmű egy fehér portlandi mészkőből emelt, átjárható, részben fedett, oszlopos pavilon közepén áll, és egy bevetéséről visszaérkezett bombázógép legénységét ábrázolja, ahogy az égboltot fürkészi, bajtársaik repülőit várva. A csarnok tetejének építésekor alumíniumot is használtak, amelyet egy Handley Page Halifax bombázó roncsaiból nyertek ki.
A 426-os századba tartozó repülőt 1944. május 12-én éjszaka lőtték le a németek Belgium felett, teljes legénysége, nyolc ember hősi halált halt. A bombázó annak a 120 gépes egységnek volt a tagja, amely a leuveni vasútállomás ellen intézett támadást. A repülőroncsot 1997-ben tárták fel egy Schendelbeke közeli lápos területen. A pilóták és a lövészek földi maradványait azon a helyen találták meg, ahol szolgálatot teljesítettek a gépen.
Az emlékművet 2012. június 28-án avatta fel II. Erzsébet brit királynő. Az emlékművet a Brit Királyi Légierő jótékonysági alapja (RAF Benevolent Fund) gondozza. A felállítását követő hat évben négyszer rongálták meg vandálok a szobrokat.